# Nève de Mévergnies

Wapen van de familie Nève de Mévergnies

Nève de Mévergnies is een Belgische notabele familie, van wie een aantal leden in de twintigste eeuw in de erfelijke adel is opgenomen.

## Genealogie
- Nicolas Nève (1773-1840), x Thérèse le Hardy de Beaulieu (1780-1861).
  - Auguste Nève (1812-1880), x Charlotte Trasenster (1825-1900).
    - Albert Nève (1864-1933), x Hélène Michahelles (1867-1945).
      - Henri Nève (1892-1945), x Christiane Burny (1911-1996).
        - Christian Nève de Mévergnies (° 1936), x barones Colette de Viron, toevoeging de Mévergnies vergund in 2008. Hoewel zelf niet tot de adel behorend, is Christian Nève, als afstammeling van de oudste familietak, als familiehoofd beschouwd.

  - Edmond Nève (1815-1897) trouwde met Eugénie Lammens (1827-1916).
    - Léon Nève de Mévergnies (zie hierna).
    - Louis Nève (1855-1942) trouwde met Jeanne Keysers (1860-1949).
      - Jacques Nève de Mévergnies (zie hierna).

    - Joseph Nève de Mévergnies (zie hierna).

## Léon Nève de Mévergnies
- Léon Louis Joseph Nève de Mévergnies (Terhulpen, 20 juli 1848 - Gent, 26 januari 1934) trouwde met Delphine Cools (1853-1922). Het echtpaar kreeg zes zoons. Nève werd notaris in Gent. In 1908 werd hij opgenomen in de erfelijke adel en in 1928 werd hem vergunning verleend om de familienaam uit te breiden met de toevoeging de Mévergnies, de naam van een heerlijkheid die in de achttiende eeuw aan de familie Nève behoorde.
  - Joseph Nève de Mévergnies (1876-1943), doctor in de rechten en doctor in de politieke en sociale wetenschappen, werd advocaat in Gent, gemeenteraadslid en voorzitter van de École des Hautes Etudes. Hij trouwde in 1902 met Elisabeth Morel de Westgaever (1879-1979). Het echtpaar bleef kinderloos.
  - Ludovic Nève de Mévergnies (1877-1947) werd kanselier van het Belgisch consulaat in Keulen. Hij trouwde in 1905 met Elisa Hérouet (1884-1964) en ze kregen een enige dochter.
  - Theodore Nève (1879-1963), geboren Jean-Baptiste Nève, werd abt van de abdij van Zevenkerken.
  - Pierre Nève de Mévergnies (1882-1959), mijningenieur, trouwde in 1907 met Louise van de Poele (1881-1959).
    - Benoît Nève de Mévergnies (1909-1996), mijningenieur, trouwde in Dave in 1932 met Alix de Wasseige (1909-2007), dochter van de burgemeester van Dave Jean-Armand de Wasseige. Met afstammelingen tot heden.
    - Jean Nève de Mévergnies, kloosternaam dom Léon (1912-1967), werd benedictijn in de abdij van Zevenkerken. Hij was er subprior, directeur van de abdijschool en missionaris in Katanga.
    - Marie-Claire Nève de Mévergnies (1914-2000) werd benedictines en missionaris in Congo.
    - Marguerite Nève de Mévergnies (1917-1984) werd zuster van het Heilig Hart en missionaris in Zaïre.

  - Paul Nève de Mévergnies (1882-1959), gewoon hoogleraar aan de Universiteit van Luik; kreeg in 1954 de titel ridder, overdraagbaar bij eerstgeboorte. Hij trouwde in 1914 met Caroline Capelle (1884-1974) en ze kregen zes kinderen, met afstammelingen tot heden.
    - Xavier Nève de Mévergnies (1921-2004), trouwde in 1946 met Marie-Antoinette David (1921-1984), dochter van Pierre-Hubert David, advocaat, volksvertegenwoordiger, senator en burgemeester van Stavelot
      - Bruno Nève de Mévergnies (1951), diplomaat, trouwde in 1977 met Caroline Demeure

  - Ferdinand Nève de Mévergnies (1887-1944), notaris in Gent, trouwde in 1912 met Simone van Oost (1891-1975). Ze kregen vier kinderen, met afstammelingen tot heden. Tijdens de Eerste Wereldoorlog was hij politiek gevangene. Tijdens de Tweede Wereldoorlog werd hij opgepakt in vervanging van zijn ondergedoken zoon Stanislas (1925-1957) en overleed in Blumenthal, een buitenkamp van concentratiekamp Neuengamme.

## Jacques Nève de Mévergnies
Jacques Marie Joseph Ernest Corneille Nève de Mévergnies (Brecht, 13 april 1889 - Waver, 19 januari 1979) was een zoon van Louis Nève, die in 1928 vergunning kreeg de naam uit te breiden met het toevoegsel de Mévergnies, maar die in tegenstelling tot zijn twee broers niet in de adel werd opgenomen. 
Het was zijn zoon Jacques die in 1958 in de erfelijke adel werd opgenomen. Hij trouwde in 1924 met barones Françoise Greindl (1904-2000) en ze hadden acht kinderen, van wie de drie eerste in Belgisch-Congo geboren werden. Met afstammelingen tot heden. Hij was mijningenieur en afgevaardigde bestuurder van de vennootschappen Monetain en Sud-Katanga.

## Joseph Nève de Mévergnies
Joseph Marie Jean Corneille Nève de Mévergnies (Terhulpen, 25 augustus 1857 - Brussel, 27 augustus 1940), directeur van het Paleis voor Schone Kunsten, kreeg in 1921 opname in de erfelijke adel en in 1928, zoals de andere familieleden, vergunning om de Mévergnies aan de familienaam toe te voegen. Hij trouwde in 1899 met Louisa van Ypersele de Strihou (1872-1960). Ze hadden drie kinderen, met afstammelingen tot heden.